# Presbytis thomasi
Presbytis thomasi là một loài động vật có vú trong họ Cercopithecidae, bộ Linh trưởng. Loài này được Collett mô tả năm 1892.

## Hình ảnh

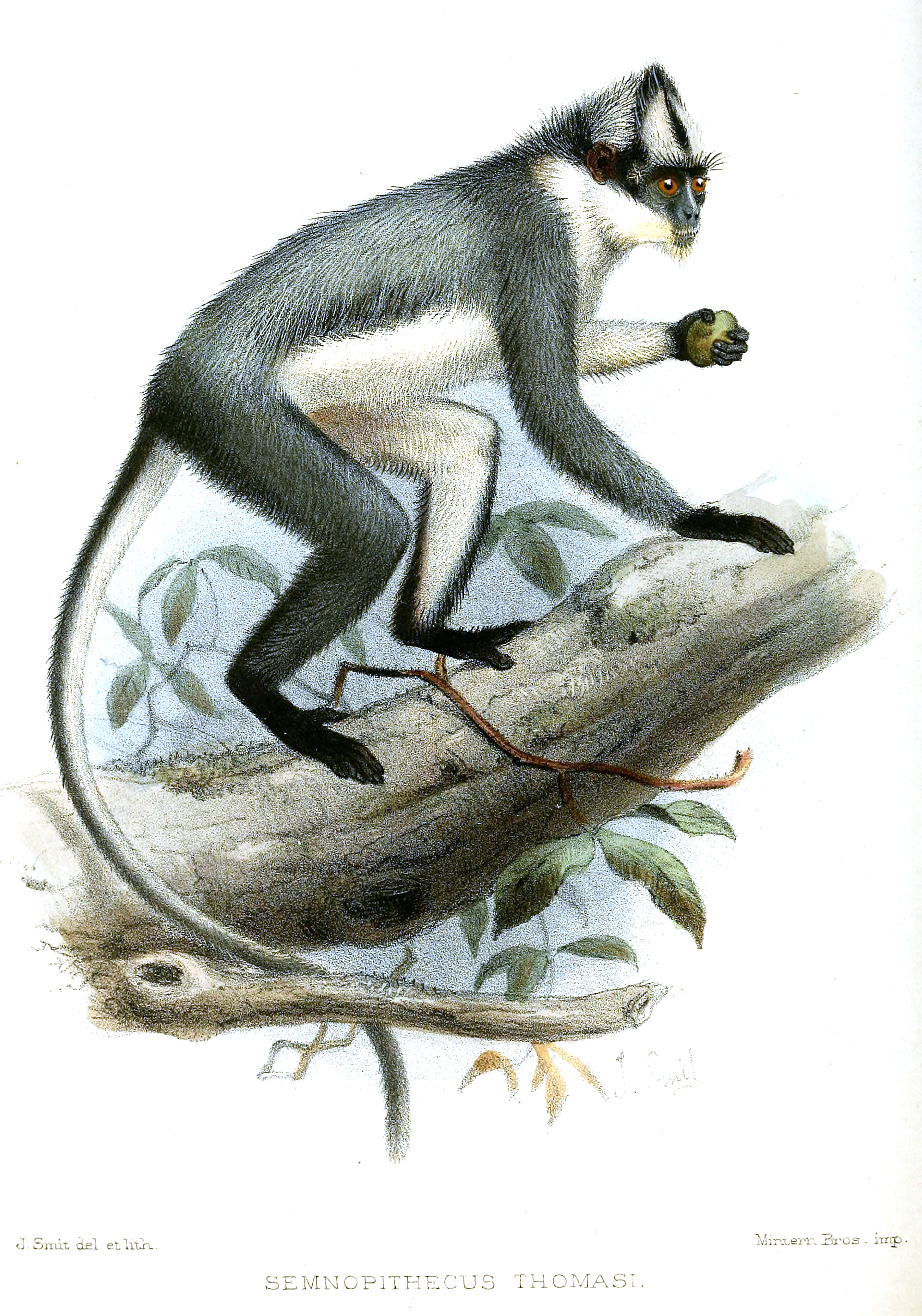
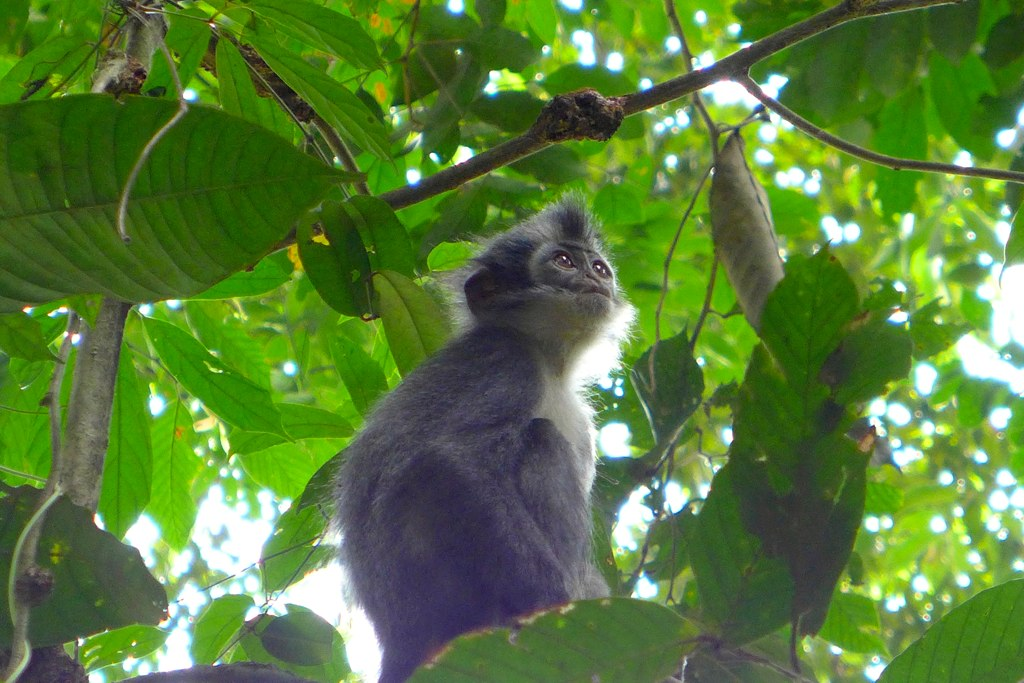
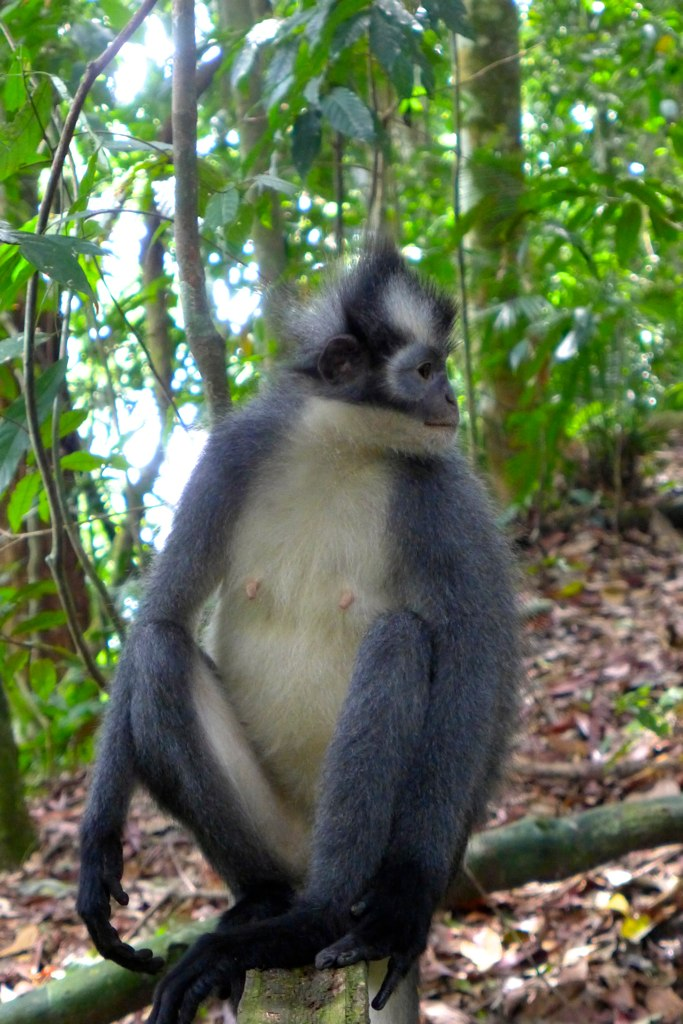